# Caïque de Salvin
Hapalopsittaca pyrrhops
Espèce
Statut de conservation UICN

 VU A2c+3c+4c;B1ab(v);C2a(i) : Vulnérable
Statut CITES
Le Caïque de Salvin (Hapalopsittaca pyrrhops) est une espèce d'oiseau appartenant à la famille des Psittacidae.

## Description
Cet oiseau mesure environ 23 cm de long. Le plumage a une dominante verte. Les rémiges sont bleues et les épaules et les rectrices sont rouges. Les iris sont jaune clair et les cercles oculaires bleu azur. Le bec est jaunâtre. Les pattes sont grises. Proche du Caïque à face rouge, il s'en distingue par un masque facial totalement rouge, la calotte jaune, la nuque bleu azur et des zones périauriculaires dorées.

## Habitat et répartition
Cet oiseau vit dans les forêts de montagnes du sud-ouest de l'Équateur et du nord-ouest du Pérou entre 2 200 et 3 150 m d'altitude.